# Retebrescia
Retebrescia è stata un'emittente televisiva di Brescia, nata nel 1984, che copriva parte della provincia e territori limitrofi.
Con il nuovo millennio la denominazione è cambiata in RTB International e successivamente in RTB Network in quanto l'emittente si è dotata anche di un canale satellitare e di una piattaforma multimediale.

## Storia
Rete Brescia - Rtb International nasce nel 1984 a Brescia e rappresenta la fusione dell'attività di due emittenti: Retebrescia (che già faceva capo al gruppo editoriale Paolini) e Trf (Tele Radio Franciacorta). Il suo ambito di attività è legato alla provincia di Brescia ma si è sviluppata anche in altre undici province.
L'emittente ha rapporti di collaborazione con il quotidiano economico Italia Oggi. È stata tra le prime televisioni locali a dotarsi di telecamere digitali di piccole dimensioni, per una presenza capillare sulle notizie locali e di approfondimento, soprattutto sul campo.
Il suo collegamento con la redazione di Italia Oggi ha permesso di privilegiare l'attenzione alle rubriche politico-finanziarie Sotto controllo, Eccesso di rialzo, Una finestra sulla Loggia e Ingiustizia e società civile.
Un'iniziativa editoriale è il Tg italiano, che si articola in due edizioni giornaliere. Un altro particolare appuntamento informativo è il Telegiornale dei professionisti.
Le notizie locali trovano grande spazio soprattutto nei settori cultura, economia, politica e sport.
Tra i programmi sportivi Azzurrissimo e Dodicesimo uomo in campo, trasmissione in collaborazione con le organizzazioni dei tifosi del Brescia. Nell'anno calcistico 2005/2006 ha lavorato con l'emittente il giornalista Marino Bartoletti che ha condotto un programma della domenica pomeriggio di informazione sulle partite del campionato.
La particolare situazione di Brescia all'avanguardia nella cultura multietnica ha portato, grazie alla collaborazione con il giornalista Edrissa Sanneh (in arte "Idris"), alla creazione del Tg Multietnico, che nelle diverse lingue fornisce notizie di attualità. È stato stimato che il tg multietnico viene visto da oltre 350 000 immigrati che vivono e lavorano nelle dodici province raggiunte da Brescia. Le trasmissioni del tg avvengono in inglese, in francese, in arabo, in cinese, in serbo-croato.
All'inizio degli anni novanta hanno lavorato per l'emittente la giornalista Monica Gasparini, (poi passata a Studio Aperto), Nadia Toffa (inviata e conduttrice de Le Iene su Italia 1) e Giacomo Valenti (poi conduttore di Candid Camera e commentatore del programma di wrestling WWE Raw su Italia 1 e Italia 2).
Nel 2001 nasce il nuovo canale satellitare RTB Virgilio, con una programmazione dedicata ai liberi professionisti. Il canale è trasmesso via satellite e si trova al numero 829 della numerazione di Sky. Attraverso il canale satellitare e via web è anche disponibile un servizio di corsi di formazione professionale a distanza chiamato RTB Crypt, in quanto le trasmissioni sono criptate e offerte solo a pagamento.
Dall'agosto 2010 è passato al digitale terrestre con entrambi i canali: Retebrescia e RTB Virgilio.
Dal 2013 l'emittente RTB Virgilio non è più diffusa via satellite.
Per la stagione televisiva 2015/2016 il palinsesto della rete viene rinnovato con nuovi programmi virati verso l'intrattenimento, presentati da conduttori noti a livello nazionale: Enrico Beruschi, Alfio Cantarella, Valerio Merola e Maurizia Paradiso con una nuova edizione di Vizi privati.
Nel 2016 RTB srl vende le frequenze essendo in grave crisi economica
Nel 2019 RTB Network / Retebrescia cede lcn72 lombardia al nuovo progetto televisivo denominato LATV visibile sul canale 72 del digitale terrestre in parte della Lombardia.
Il 13 giugno 2019 Rtb Srl è stata dichiarata fallita.